# Czwarty gabinet Billy’ego Hughesa
Czwarty gabinet Billy’ego Hughesa – piętnasty gabinet federalny Australii, urzędujący od 5 maja 1917 do 3 lutego 1920 roku. Był gabinetem jednopartyjnym, tworzonym przez Nacjonalistyczną Partię Australii (NPA). Powstał po wyborach w 1917 roku i, jako pierwszy z gabinetów Billy’ego Hughesa, przetrwał całą kadencję parlamentu, aż do kolejnych wyborów w 1919 roku. NPA zdołała odnieść w nich zwycięstwo, dzięki czemu po wyborach powstał piąty gabinet Hughesa.
Początkowy skład gabinetu był identyczny z trzecim gabinetem Hughesa, który rządził przez trzy miesiące przed wyborami z 1917 roku. Pierwszą rekonstrukcję gabinetu przeprowadzono jesienią 1917 roku, a następne w kolejnych latach.

## Skład
| stanowisko                                     | członek gabinetu    | od                | do                |
| ---------------------------------------------- | ------------------- | ----------------- | ----------------- |
| premier                                        | Billy Hughes        | 5 maja 1917       | 3 lutego 1920     |
| prokurator generalny                           | Billy Hughes        | 5 maja 1917       | 3 lutego 1920     |
| minister marynarki wojennej                    | Joseph Cook         | 5 maja 1917       | 3 lutego 1920     |
| minister skarbu                                | John Forrest        | 5 maja 1917       | 27 marca 1918     |
| minister skarbu                                | William Watt        | 27 marca 1918     | 3 lutego 1920     |
| minister obrony                                | George Pearce       | 5 maja 1917       | 3 lutego 1920     |
| minister robót publicznych i kolei             | William Watt        | 5 maja 1917       | 27 marca 1918     |
| minister robót publicznych i kolei             | Littleton Groom     | 27 marca 1918     | 3 lutego 1920     |
| minister spraw wewnętrznych i terytoriów       | Patrick Glynn       | 5 maja 1917       | 3 lutego 1920     |
| minister handlu i ceł                          | Jens Jensen         | 5 maja 1917       | 13 grudnia 1918   |
| minister handlu i ceł                          | William Watt        | 13 grudnia 1918   | 17 stycznia 1919  |
| minister handlu i ceł                          | Walter Massy-Greene | 17 stycznia 1919  | 3 lutego 1920     |
| minister poczty                                | William Webster     | 5 maja 1917       | 3 lutego 1920     |
| wiceprzewodniczący Federalnej Rady Wykonawczej | Edward Millen       | 5 maja 1917       | 16 listopada 1917 |
| wiceprzewodniczący Federalnej Rady Wykonawczej | Littleton Groom     | 16 listopada 1917 | 27 marca 1918     |
| wiceprzewodniczący Federalnej Rady Wykonawczej | Edward Russell      | 27 marca 1918     | 3 lutego 1920     |
| minister ds. repatriacji                       | Edward Millen       | 28 września 1917  | 3 lutego 1920     |
| ministrowie bez teki                           | Littleton Groom     | 5 maja 1917       | 16 listopada 1917 |
| ministrowie bez teki                           | Edward Russell      | 5 maja 1917       | 27 marca 1918     |
| ministrowie bez teki                           | Alexander Poynton   | 27 marca 1918     | 3 lutego 1920     |
| ministrowie bez teki                           | George Wise         | 27 marca 1918     | 3 lutego 1920     |
| ministrowie bez teki                           | Richard Orchard     | 27 marca 1918     | 31 stycznia 1919  |
| ministrowie bez teki                           | Walter Massy-Greene | 27 marca 1918     | 17 stycznia 1919  |